# La 628-E8
La 628-E8 – powieść francuskiego powieściopisarza Octave’a Mirbeau z 1907 r.

## Zarys treści
Głównym bohaterem La 628-E8 jest samochód marki Charron. Enigmatyczny tytuł dzieła to numer rejestracyjny pojazdu, którym pisarz podróżuje po Francji, Belgii, Holandii i Niemczech. Nowy środek transportu budzi jego entuzjazm i pozwala mu na odmienną percepcję rzeczywistości. Powieść jest zresztą dedykowana konstruktorowi samochodów, Fernandowi Charronowi.

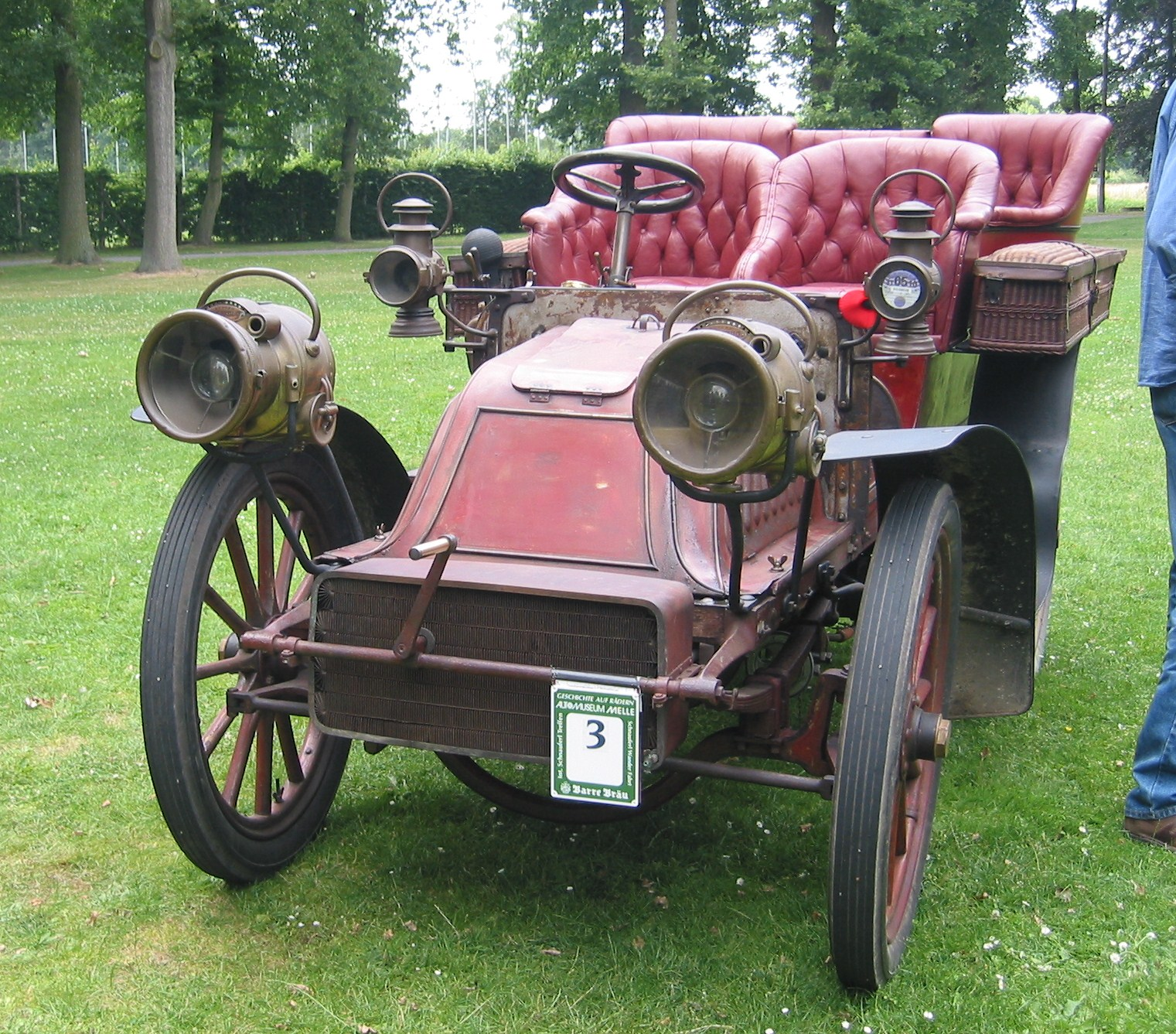
Charron C.G.V., 1902

## Charakter tekstu
La 628-E8 jest utworem trudnym do zaklasyfikowania. Mirbeau rzeczywiście odbył, w 1905 roku, podróż po wspomnianych krajach. Tekst nie nosi jednak znamion reportażu czy też powieści podróżniczej. Mimo niewątpliwych elementów autobiograficznych, trudno też uznać go za wiarygodny dokument o życiu autora. To raczej zlepek wspomnień, anegdot, impresji, do których oglądane kraje są jedynie luźnym pretekstem. Zdarzają się jednak fragmenty wysoce polemiczne w stosunku do rzeczywistości. W pierwszym rzędzie ostrze krytyki wymierzone jest w zacofaną i zapiekłą w szowinizmie Francję; Mirbeau nie oszczędza również Belgii, a zwłaszcza jej polityki kolonialnej. Najłagodniej obchodzi się z Niemcami, co w dobie wzrostu nacjonalistycznych nastrojów we Francji, dążącej do odzyskania Alzacji i Lotaryngii wzbudziło znaczne kontrowersje. Pisarz był jednak wierny swoim pacyfistycznym przekonaniom i przekonany o korzyściach ścisłej współpracy Francji i Niemiec.

## Śmierć Balzaka

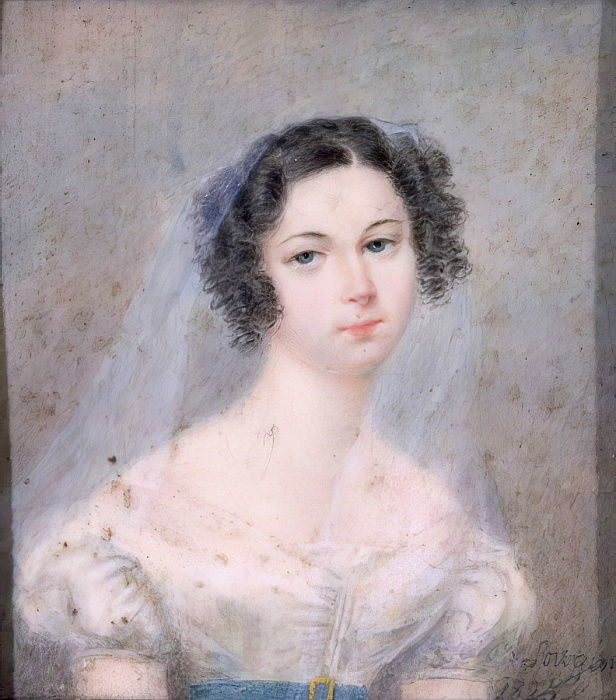
Ewelina Hańska, 1825

Trzy rozdziały umieszczone pośrodku książki zawierają niezwiązaną z resztą fabuły opowieść o ostatnich chwilach francuskiego pisarza Honoré de Balzaka i niegodnym zachowaniu jego żony, polskiej arystokratki, Eweliny Hańskiej z Rzewuskich, która miała zdradzać go w sąsiednim pokoju z malarzem Jeanem Gigoux. Na żądanie jej córki, Anny Mniszech, fragment ten został w ostatniej chwili usunięty z wydrukowanych już egzemplarzy. Mirbeau podnosił swoje prawo do inwencji pisarskiej, nie zdecydował się jednak go bronić przez wzgląd na sędziwy wiek córki pani Mniszech.